# إيه في 1
إيه في 1 (بالإنجليزية: AOMedia Video 1 (AV1))‏ هو تنسيق ترميز فيديو مفتوح وخالي من حقوق الملكية مصمم في البداية لعمليات إرسال الفيديو عبر الإنترنت. تم تطويره كخليفة لفي بي 9 من قبل Alliance for Open Media (AOMedia)، وهو اتحاد تأسس في عام 2015 يضم شركات أشباه الموصلات ومزودي الفيديو حسب الطلب ومنتجي محتوى الفيديو وشركات تطوير البرمجيات وبائعي مستعرضات الويب. تتضمن مواصفات تدفق البتات AV1 برنامج ترميز فيديو مرجعي. في عام 2018، أجرى فيسبوك اختبارًا يقارب ظروف العالم الحقيقي، وحقق المشفر المرجعي AV1 ضغط بيانات أعلى بنسبة 34٪ و 46.2٪ و 50.3٪ من libvpx-vp9 و x264 High Profile و x264 Main Profile على التوالي.